# Hemioplisis latistrigaria
Hemioplisis latistrigaria är en fjärilsart som beskrevs av Herrich-Schäffer 1855. Hemioplisis latistrigaria ingår i släktet Hemioplisis och familjen mätare. Inga underarter finns listade i Catalogue of Life.